# Tomás Legido Sánchez
Tomás Legido Sánchez (La Coruña, 8 de marzo de 1972) es locutor y empresario español.

## Trayectoria
Estudió Empresariales en la Universidad de La Coruña, en la que se incorporó al Club de Prensa en 1994, desde donde colaboró en Rollos de Universidad en Radio Coruña - Cadena SER. En enero de 1995 comienza realizar una sección en el programa A pé de campus (en gallego), en el que el 15 de marzo conoció a Mariano Fernández; la sección se llamaba Falta paixón (Falta pasión), y era un repaso a los conciertos y actividades culturales de los días siguientes.
Viendo que en el Campus de Ferrol existía una emisora universitaria (Radio Kaos), pensaron que la UDC debería tener una radio que diese voz a todos los estudiantes y colectivos, así que el 15 de junio de 1995 crearon el Colectivo de Universitarios Activos como Asociación Juvenil. Este colectivo crearía en 1996 emisora comunitaria Cuac FM. De todos los fundadores, únicamente Tomás Legido y Mariano Fernández, siguen formando parte activa de Cuac FM.
Participó en diversos programas de Cuac FM, como Faita paixón, El lado oscuro del corazón (con Mariano Fernández), Tolos polo tomate, Empanada Mental, Bugalú (con Mariano Fernández) y desde 2003, es conductor y locutor en Alegría, (con Mariano Fernández y Bea Ulalume) un magazine que informa de temas culturales, sociales y políticos, principalmente referentes a la actualidad coruñesa o gallega.
Desde 2003 a 2009, realizó junto con Mariano Fernández el programa Claves de Carral, en la emisora municipal de Carral, Carral Radio. Además, en 2008 colabora en el programa de Mayte González de Radio Coruña - Cadena SER, Por fin es sábado.
En 1999, junto con Mariano Fernández y Antón Lezcano, fundaron la empresa de gestión cultural 10D10.
Participó en diversos encuentros de medios comunitarios, participando en la creación en 2006 en la creación de la Rede Galega de Radios Libres e Comunitarias (que aún no tiene personalidad jurídica), y en 2009, de la Red de Medios Comunitarios, de Mariano Fernández sería Secretario y Coordinador de Legislación, y de la que Cuac FM se convertiría en su sede social.